# Критий фургон (фільм)
Критий фургон (англ. The Covered Wagon) — американський пригодницька мелодрама режисера Джеймса Круза 1923 року.

## Сюжет
Дія фільму відбувається в середині XIX століття. Фургон з поселенцями просувається на Захід, зустрічаючи опір природи й вороже ставлення корінних жителів — індіанців.

## У ролях
- Дж. Воррен Керріган — Вілл Беніон
- Лоїс Вілсон — Моллі Вінжет
- Алан Хейл — Сем Вудхал
- Ернест Торренс — Вільям Джексон
- Таллі Маршалл — Джим Бріджер
- Етель Вельс — місис Вінжет
- Чарльз Огл — Джессі Вінжет
- Гай Олівер — Кіт Карсон
- Джонні Фокс — Джет Вінжет